# 帕拉贾诺
帕拉贾诺（義大利語：Palagiano），是意大利塔兰托省的一个市镇。总面积69平方公里，人口15991人，人口密度231.8人/平方公里（2009年）。ISTAT代码为073021。